# Союз габонского народа
Союз габонского народа (фр. Union du peuple gabonais, UPG) — оппозиционная политическая партия Габона. Возглавлялась Пьером Мамбунду до его смерти в 2011 году.

## История
Пьер Мамбунду объявил о создании Союза габонского народа (UPG) 14 июля 1989 года, когда в Габоне существовала однопартийная система. Три члена партии были арестованы в октябре 1989 года по обвинению в попытке государственного переворота. В результате Мамбунду был выдворен из Франции. Партия была официально зарегистрирована в 1991 году и Мамбунду смог вернуться из изгнания в Габон. Однако, ему отказали в регистрации на президентских выборах 1993 года, что вызвало беспорядки в Либревиле.
Партия участвовала в парламентских выборах 1996 года, получил одно место в Национальном собрании. На президентских выборах 1998 года Мамбунду получил 16,5 % голосов и стал вторым после Омара Бонго. Однако, на следующих парламентских выборах в 2001 году потеряла своё единственное место в парламенте.
В 2005 году Мамбунду вновь стал вторым на президентских выборах, набрав 14 % голосов и вновь уступив Бонго. Успех партии пришёлся на парламентские выборы 2006 года, когда она получила 8 мест парламента. В 2009 году Мамбунду набрал 25 % голосов в президентской гонке и стал 3-м из 18 кандидатов.
После смерти Мабунду в 2011 году в партии началась фракционная борьба и, хотя большинство оппозиционных партий бойкотировали парламентские выборы 2011 года, UPG в них участвовала, потеряв все 8 мест парламента.
11 сентября 2015 года президент Али Бонго назначил Дьёдонне Мукани Ивангу, лидера оппозиции и руководителя фракции UPG, министром сельского хозяйства, но он отказался принять пост. В результате вместо него пост получил другой фракционный лидер и исполнительный секретарь UPG Матьё Мбумба Нзьенгуи. Он был немедленно уволен со своего поста в партии.